# 缉槼中学教学楼

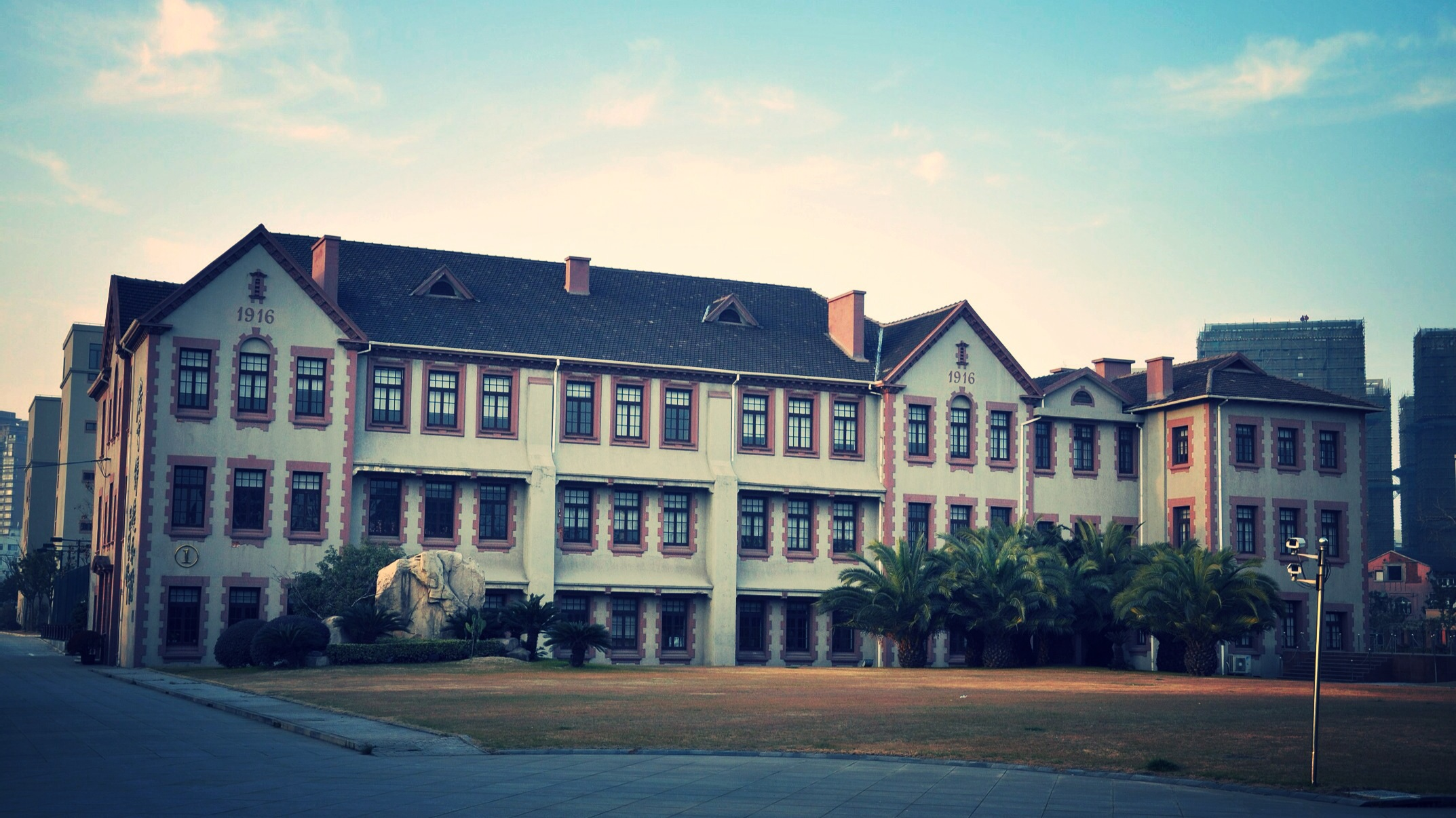

缉槼中学教学楼，又称市东中学老教学楼，是中国上海市的一座历史建筑，也是上海市市东中学的前身缉槼中学的教學樓，位于杨浦区荆州路42号的上海市市东中学校園內。该教学楼由上海公共租界工部局建设，1914年开工，1915年冬季建成，次年投用。大楼共有三层，建筑面积3149平方米。整体为砖木结构、英式建筑风格，顶部为红瓦尖顶:登记不可移动文物。建筑外立面为清水青砖，局部镶嵌红砖装饰，券柱廊窗与长方形窗搭配。冬季時教學樓内部教室有水汀送暖:校舍设备。2004年2月25日，缉槼中学教学楼被列为杨浦区登记不可移动文物。
2020年，市东中学基于1915年原貌对老教学楼进行了修缮，将后期加装的现代装饰拆除，并恢复了礼堂、走廊等标志性室内装饰的历史原貌，2022年10月竣工。修缮后大楼作为“吕型伟书院”继续使用。